# 24380 Dorippe
24380 Dorippe è un asteroide troiano di Giove del campo greco. Scoperto nel 2000, presenta un'orbita caratterizzata da un semiasse maggiore pari a 5,2586911 au e da un'eccentricità di 0,0826646, inclinata di 7,17397° rispetto all'eclittica.
Fa parte della famiglia di asteroidi Eurybates.
L'asteroide è dedicato a Dorippa, moglie di Anio.